# Cisztolit
A cisztolit olyan, szőlőfürtszerű mészkiválás, amelyet néhány növénycsalád (eperfafélék, kenderfélék, csalánfélék, szilfafélék, érdeslevelűek) fajai bőrszövetük e célra megnagyobbodott sejtjeiben, az idioblasztokban halmoznak fel. Kristályszerkezetük az aragonitéhoz hasonló. Már híg sósavban is pezsegve, széndioxid gáz fejlődésével oldódik. Különösen szépek és egyszerűen vizsgálhatók a fikusz (Ficus) fajok leveleinek epidermiszében fejlődő cisztolitok.
Az idioblaszt az epidermisz sejteknél mélyebbre ér, egészen az asszimiláló szövettájba. Felső részén a sejtfal egy csapszerű kinövése benyúlik a sejt belsejébe. Ezen a cellulóz és kallóz szénhidrátokat tartalmazó nyúlvány az a kristályosodási góc, amin elkezd kiváln a plazmában feldúsult kalcium-karbonát. A kristályhalmaz végül az idioblaszt teljes belső terét kitölti.
A kenderfélék (Cannabaceae) és a csalánfélék (Urticaceae) érdekes epidermisz képződményei az úgynevezett cisztolit szőrök, amiket jellegzetes alakjuk miatt találóan retorta szőröknek is neveznek. Ezeknek a szőröknek a bunkósan kiszélesedett alapi részében épül ki a kalcium-karbonátból álló cisztolit kristály.